# HD 90393
HD 90393，又名CD-41 5850，SAO 222041、HR 4093，是一颗恒星，视星等为6.18，位于銀經276.18，銀緯12.69，其B1900.0坐标为赤經10h 20m 59.6s，赤緯-41° 12.69′ 33″。